# Mírzá Muḥammad
Mírzá Muḥammad (in persiano ميرزا أبوالفضل‎), o Mírzá Abū l-Faḍl-i Gulpáygání o Abū l-Faḍl, come è più comunemente noto tra i Bahai; Golpayegan, 21 gennaio 1844 – Il Cairo, 1914) è stato una personalità religiosa iraniana.
Contribuì a diffondere la fede bahá'i in Egitto, Turkmenistan e negli Stati Uniti.
Fu uno dei pochi apostoli di Bahá'u'lláh che non incontrò mai Bahá'u'lláh, il fondatore della Fede bahai. Il suo nome originario era Muḥammad, ma adottò la kunya di Abū l-Faḍl (Quello della virtù). 'Abdu'l-Bahá lo chiamò frequentemente Abū l-Faḍāʾil (Quello delle virtù).

## Biografia
Mírzá Abū l-Fażl nacque nel 1844 in un villaggio vicino a Golpayegan, nella regione centro-occidentale dell'Iran, in una famiglia di eminenti religiosi: suo padre, Mīrzā Muḥammad Riża Sharīʿatmadar, era un leader religioso e sua madre, Sharafu l-Nisāʾ, era parente del lettore della preghiera della città.
Abū l-Fażl, dopo avere completato la propria istruzione elementare a Golpayegan, continuò i suoi studi ad Arak, Karbala e a Najaf. Nel 1868 si recò a Isfahan per perfezionarsi nella dottrina islamica presso un centro religioso della città, ospitato da Imām Jomʿe, Seyyed Mohammed Sulṭān al-ʿUlamāʾ, un amico del padre.
Abu l-Fadl rimase a Isfahan tre anni, divenendo un erudito conoscitore della Religione islamica.
Alla morte del padre i suoi fratelli complottarono contro di lui per privarlo della quota di eredità che gli spettava.
Nell'ottobre 1873 Abu l-Fadl fu invitato a Tehran a insegnare Kalām (teologia dogmatica) presso la Madrasa Hakim Hashim, una delle scuole religiose della città. Durante questo periodo studiò misticismo religioso o  Irfan seguendo le lezioni di Mírzá Abu l-Hasan Jilva, uno dei suoi maggiori conoscitori.
Dopo poco tempo divenne guida della Madrasa Hakim Hashim.

## Conversione alla Fede baha'i
Abu'l-Fadl ebbe il suo primo contatto con la Fede bahai all'inizio del 1876, dopo aver incontrato il bahai Aqa ʿAbdu l-Karim.
Successivamente incontrò diversi Bahai compresi Nabíl-i-Akbar, Mirza Ismaʿil Dhabih e Aqa Mirza Haydar ʿAli Ardistani; in casa di quest'ultimo lesse alcune tavole di Bahá'u'lláh che lo colpirono particolarmente e lo spinsero alla conversione alla Fede bahai. Divenne un bahá'í il 20 settembre 1876.
Dopo la conversione Abu'l-Fadl iniziò a insegnare e diffondere i principi bahá'í e per questo fu allontanato dalla scuola islamica presso cui insegnava.
Continuò a diffondere gli insegnamenti bahá'í per tutto il periodo del suo soggiorno a Teheran e nello stesso periodo aiutò Mírzá Husayn Hamadani nella compilazione del Tarikh-i Jadid (Nuova storia), una storia del Bábismo.
A Teheran fu imprigionato tre volte: la prima nel dicembre 1876 a causa della sua conversione e fu rilasciato dopo cinque mesi; la seconda nel 1882 assieme ad altri bahá'í su istigazione di Sayyid Sadiq Sanglaji, un leader religioso locale, e fu rilasciato dopo 19 mesi; la terza e per sei mesi nell'ottobre 1885 sempre a causa della propria fede.

## Viaggi
Terminato il suo secondo arresto iniziò a viaggiare attraverso l'Impero persiano per diffondere gli insegnamenti bahá'í, attività questa che intensificò dopo avere ricevuto nel 1886 delle lettere da Bahá'u'lláh che lo stimolavano a proseguire in tale opera.
Durante i suoi viaggi visitò Kashan, Esfahan, Yazd e Tabriz, nel 1888 e nei tre anni successivi si recò a Ashgabat, Samarcanda e Bukhara. Durante quel periodo ad Ashgabat fu assassinato Ḥajī Moḥammed Reża Eṣfahānī, un eminente bahá'í, e Mírzá Abū l-Fażl assunse il compito di portavoce dei bahá'í nel processo a carico degli omicidi.
A Samarcanda i suoi insegnamenti portarono alla conversione alla Fede bahá'í del primo afgano, il dottor ʿAṭāʾu'llāh Khān.
Nel 1894 Mírzá Abu'l-Fadl passò dieci mesi a Acri con ʿAbdu'l-Bahá; subito dopo si recò al Cairo, dove rimase per diversi anni.
In Egitto il suo insegnamento portò alla conversione di circa trenta studenti dell'al-Azhar, la più importante Università islamica per l'insegnamento del Sunnismo; Abu'l-Fadl pubblicò diversi articoli inerenti alla Fede baha'i sulla stampa egiziana.
Nel 1896, dopo l'assassinio di Nasiru l-Din Shah, un nemico dei Bahai, Zaʿīmu l-Dawla ne approfittò per spingere al massacro dei Bahai in Egitto. Abu l-Fadl prese pubblicamente le difese dei Bahai e dichiarò d'essere lui stesso un bahá'í; ciò ne causò l'allontanamento dall'Università al-Azhar, che dopo la pubblicazione dei suoi libri  Farāʾiḍ e Al-Durar l-Bahiyya negli anni 1897-1900 lo dichiarò infedele.
Tra il 1900 e il 1904 Abu'l-Fadl si recò a Parigi e negli USA su richiesta di 'Abdu'l-Bahá dove i suoi discorsi e i suoi scritti aiutarono le crescenti Comunità bahá'í a consolidarsi nella fede.
Durante i suoi viaggi negli Stati Uniti fu accompagnato da Laura Clifford Barney, una bahá'í americana. A Parigi i suoi discorsi furono tradotti da Anton Haddad e contribuirono ad ampliare il numero di conversioni alla Fede bahá'í.
Nell'autunno del 1901 si recò a Chicago dove si trovava la più grande Comunità bahá'í; nel dicembre dello stesso anno si recò a Washington, dove tenne delle conferenze sia per bahá'í sia per non bahá'í.

## Ultimi anni
Mírzá Abu'l-Fadl visitò Beirut e Haifa. Si trovava in Egitto quando ʿAbdu l-Bahá visitò l'Egitto, nell'agosto 1910, e fu con lui ad Alessandria nel 1911.
Alla fine del 1912 Abu'l-Fadl si ammalò mentre era al Cairo e ricevette la visita di ʿAbdu l-Bahá. Morì al Cairo il 21 gennaio 1914.
Dopo la sua morte, ʿAbdu l-Bahá gli dedicò un elogio riportato nei Bahá'í Proofs.
Lo storico bahá'í Moojan Momen ne avvalorò le capacità critiche e la profonda devozione alla Fede bahá'í.

## Opere
Abu'l-Fadl scrisse numerose opere sulla Fede bahá'í e sull'opera di Bahá'u'lláh, particolarmente apprezzate dalle figure centrali della fede e da Shoghi Effendi.
I suoi scritti, tuttora importanti, riguardano vari aspetti della Fede bahá'í e molti sono indirizzati a cristiani e ad ebrei per illustrare i principi della Fede bahá'í.
Dopo la sua morte i suoi manoscritti, comprese delle opere incompiute, furono portate ad Ashkhabad dove viveva un suo nipote; purtroppo diversi lavori andarono dispersi durante la rivoluzione russa.

Le sue opere furono apprezzate molto da ʿAbdu l-Bahá che riferendosi a The Brilliant Proof scrisse: 
()

## Pubblicazioni
- Sharḥ-i Ayāt-i Muʾarrakha, scritto nel 1888. L'opera riguarda la data della profezia, nelle scritture dell'Islam, del Cristianesimo, del Giudaismo e del Zoroastrismo, relativa alla venuta del Promesso.
- Risala Ayyūbiyya scritto nel 1887, relativo alla profezia del Promesso nella Torah.
- Faslu l-Khitab, un ampio volume scritto a Samarcanda nel 1892. In questo lavoro esamina la visione dello Sciismo riguardo alla persecuzione del Promesso. Di quest'opera non è rimasta alcuna copia.
- Farāʿiḍ, scritte nel 1898 e pubblicate al Cairo in risposta a un attacco contro il Kitáb-i-Íqán. Questa opera è generalmente considerata dai Bahai il più grande lavoro di Mírzá Abu l-Fadl.
- Al-Duraru l-Bahiyya (Le perle splendenti), pubblicato nel 1900.  Si tratta di una raccolta di saggi sulla storia della Fede bahai scritta in arabo che ha fatto conoscere la religione bahai in Egitto. L'opera è stata tradotta da Juan Cole col titolo Miracles and Metaphors ( Mírzá Abu'l-Fadl Gulpáygání, Miracles and metaphors, Los Angeles, Kalimát Press, 1981, ISBN 0-933770-22-7 (archiviato dall'url originale il 27 settembre 2007).)
- Risāliyya Iskandaraniyya pubblicata assieme a Al-Duraru l-Bahiyya, riguarda le profezie sulla venuta di Maometto.
- Kitāb-i Ibrār di cui non rimane alcuna copia.
- Al-Hujaju l-Bahá'íyya scritto negli Stati Uniti a difesa della Fede bahai dal punto di vista cristiano.
- Burhan-i Lamiʿ pubblicato a Chicago nel 1912 in risposta ad alcune domande di un sacerdote cristiano. Ripubblicato come  The Brilliant Proof, Los Angeles, Kalimát Press, 1998. URL consultato il 5 aprile 2010 (archiviato dall'url originale il 30 settembre 2007).
- Kashfu l-Ghita (Svelare l'errore) scritto in risposta al Nuqtatu l-Kaf di E.G. Browne, avverso alla fede bahai. Quando Mírzá Abu 'l-Fadl apprese che anche altri Bahai stavano preparando opere di confutazione del Nuqtatu l-Kaf e che le loro opere erano a buon punto sospese il proprio lavoro. Il manoscritto fu inviato al cugino ad Ashkhabad, che vi lavorò per completarlo.

### Lavori brevi e lettere
In aggiunta ai libri, Abu'l-Fadl scrisse anche numerose lettere in risposta alle domande che gli facevano e dei brevi lavori sempre sulla Fede bahai. Di tali lavori furono curate e pubblicate diverse raccolte.
- Majmūʿa-i Rasāʾil-i Hażrat-i Abī l-Fażl, pubblicato al Cairo nel 1920 contiene 16 lettere.
- Rasāʾil wa Raqāʾim, pubblicato in persiano a Teheran nel 1977 contiene 59 lettere e alcuni lavori brevi. Alcuni di questi lavori sono stati tradotti da Juan Cole nel Letters & Essays.
- Una ricerca relativa alla genealogia di Bahá'u'lláh che lo fa ascendere al re sasanide Yazdgard III.